# رسول (اسم)
رسول هو اسم علم شخصي مذكر عربي، وهو يعني المرسل، أكثر مناطق انتشار الاسم هي في العالم العربي و العالم الاسلامي.

## الشخصيات
- رسول حمزاتوف شاعر روسي أواري
- رسول خطيبي لاعب كرة قدم إيراني
- رسول كربكندي لاعب كرة قدم إيراني